# Moritz Tittel

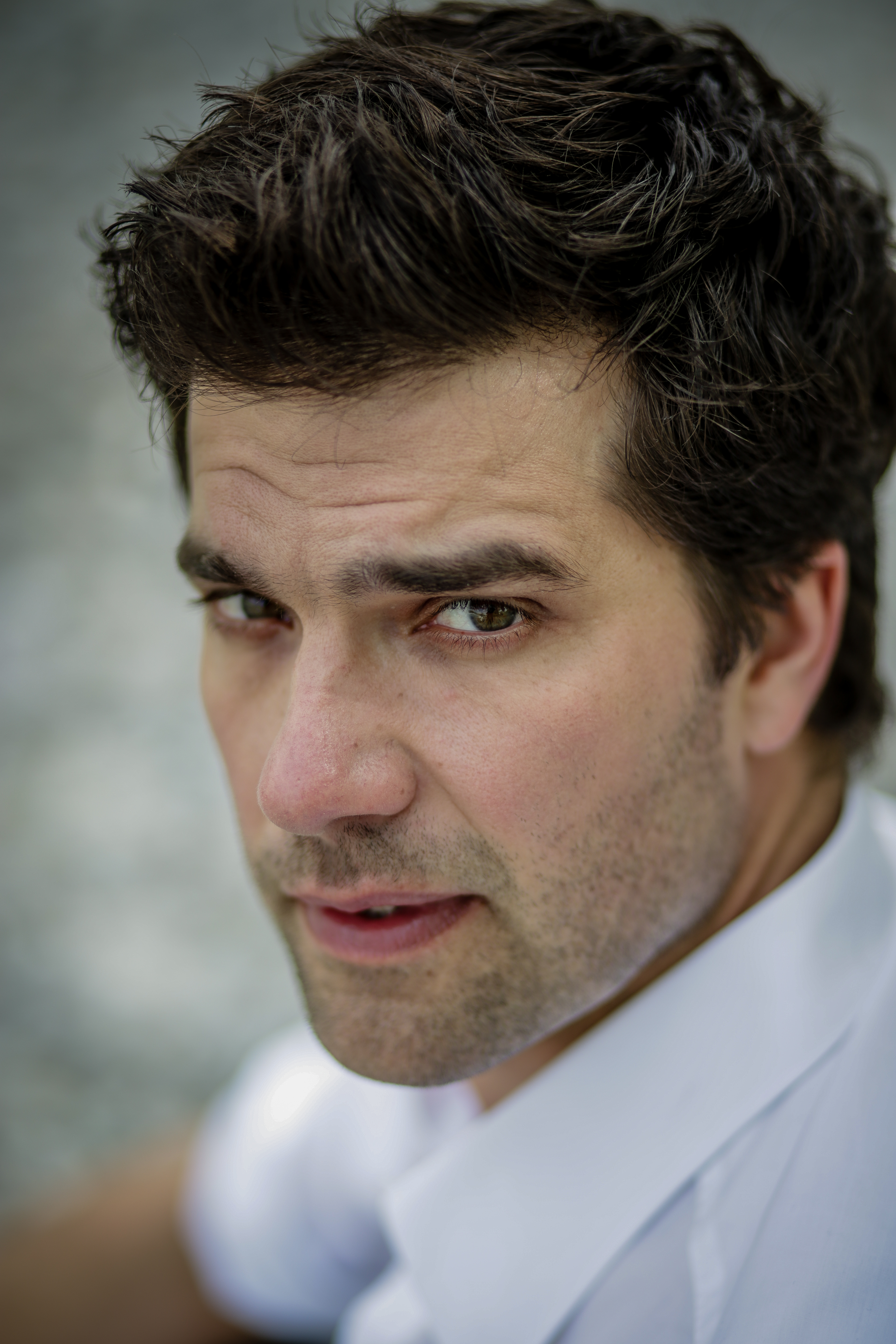
Moritz Tittel, 2014

Moritz Tittel (* 23. August 1977 in München) ist ein deutscher Schauspieler.

## Leben und Karriere
Tittel besuchte von 1998 bis 2002 die Schauspielschule Freiburg und studierte von 2017 bis 2023 Humanmedizin an der Berliner Charité. Neben Film und Fernseharbeiten wirkte er in vielen Theaterstücken mit. Auf der Bühne stand er unter anderem im Stadttheater Freiburg, Theater & Philharmonie Thüringen, im Stadttheater Hildesheim und bei den Stachelschweinen in Berlin.
Von 2011 bis 2013 spielte Tittel die Hauptrolle des „Konstantin Riedmüller“ in Sturm der Liebe, ARD. Moritz Tittel lebt in Berlin. Er ist mit der Schauspielerin Gisela Aderhold verheiratet, die beiden sind Eltern eines Sohnes.

## Filmografie
- 2001: Goebbels und Geduldig
- 2001: Tatort – Der Präsident (Fernsehreihe)
- 2002: Einfach so (Kurzfilm)
- 2005: Mr. Tichy und die Kühe (Kurzfilm)
- 2007: Kampf der Spione (Kurzfilm)
- 2008: Jedes Ende (Kurzfilm)
- 2010: Was du nicht siehst (Kurzfilm)
- 2011–2013, 2015, 2018: Sturm der Liebe (Fernsehserie, 359 Folgen)
- 2012: Was du nicht siehst… I spy with my little eye (Kurzfilm)
- 2013: Over Lunch (Kurzfilm)
- 2014: Die Garmisch Cops (Fernsehserie, 1 Folge)
- 2014: Alles was zählt (Fernsehserie, 3 Folgen)
- 2015–2017: Die Rosenheim-Cops (Fernsehserie, 2 Folgen, verschiedene Rollen)
- 2015: Weißblaue Geschichten (Fernsehserie, 1 Folge)
- 2015: Nachtblume (Kurzfilm)
- 2015: Kleine Ziege, sturer Bock
- 2016: Gute Zeiten, schlechte Zeiten (Fernsehserie, 4 Folgen)
- 2016: Rosamunde Pilcher – Schutzengel
- 2017: Hubert und Staller (Fernsehserie, 1 Folge)
- 2019: Der Alte (Fernsehserie, 1 Folge)
- 2022: Dr. Ballouz (Fernsehserie, 2 Folgen)